# Labrogomphus torvus
Genre
Espèce
Statut de conservation UICN

 LC  : Préoccupation mineure
Labrogomphus torvus est une espèce de libellules de la famille des Gomphidae (sous-ordre des Anisoptères, ordre des Odonates). C'est la seule espèce de son genre Labrogomphus (monotypique).

## Répartition
Cette espèce est mentionnée en Chine (Anhui, Fujian, Guangdong, Guangxi, Hainan, Zhejiang) et à Hong Kong.

## Habitat
Labrogomphus torvus vit à proximité aux rivières.

## Comportement
Cet odonate a été observé à faire de la prédation intraguilde sur d'autres espèces de libellules.